# Mary Edgar Mussi
Mary Mussi, nacida Edgar (Londres, Inglaterra, Reino Unido, 27 de diciembre de 1907 - 2 de marzo de 1991) fue una escritora británica de más de 50 novelas románticas entre 1930 y 1991 bajo los seudónimos de Mary Howard y Josephine Edgar.

## Biografía

### Vida personal
Nacida Mary Edgar el 27 de diciembre de 1907 en Londres, Inglaterra, Reino Unido, hija de Jenny (Howard) y George Edgar, un autor. Ella fue educada en privado. El 6 de marzo de 1934, se casó con Rudolph F. Mussi, ellos tuvieron un hijo, Max, y una hija, Susan Jane. Mary Mussi falleció el 2 de marzo de 1991.

### Carrera literaria
Maru comenzó a escribir novelas románticas contemporáneas como Mary Howard en 1930, después ella usó el seudónimo de Josephine Edgar para firmar sus romances góticos históricos. Ella es una de las dos únicas autoras en ganar en tres ocasiones el Premio Romantic Novel of the Year otorgado por la Romantic Novelists' Association, por sus novelas Más que amistad (1960), Countess (1979), y Mr Rodríguez (1980). Ella también ganó el premio Elinor Glyn en 1961. Ella fue presidenta de la Society of Women Writers and Journalists.

### Como Mary Howard

#### Novelas independientes
- Windier Skies (1930)
- Dark Morality (1932)
- Partners for Playtime (1938)
- It Was Romance (1939)
- Strangers in Love (1939)
- Far Blue Horizons (1940)
- The Untamed Heart (1940)
- Devil In My Heart (1941)
- Uncharted Romance (1941)
- Tomorrow's Hero (1941)
- Reef of Dreams (1942)
- Gay Is Life (1943)
- Have Courage My Heart (1943)
- Anna Heritage (1944)
- The Wise Forget (1944)
- Family Orchestra (1945) (Tres enamoradas)
- The Man from Singapore (1946)
- Weave Me Some Wings (1947)
- The Clouded Moon (1948)
- Strange Paths (1948)
- There Will I Follow (1949)
- First Star (1949)
- Star-crossed (1949)
- Bow to the Storm (1950)
- Sixpence in Her Shoe (1950)
- Two Loves Have I (1950)
- The Young Lady (1950)
- Promise of Delight (1952)
- The Gate Leads Nowhere (1953)
- Sew a Fine Seam = The Cottager's Daughter (1954)
- Fool's Haven (1954)
- Before I Kissed (1955)
- The Grafton Girls (1956)
- A Lady Fell in Love (1956)
- Shadows in the Sun (1957)
- Man of Stone (1958)
- The Intruder (1959)
- More Than Friendship (1960) (Más que amistad)
- The House of Lies (1960)
- Surgeon's Dilemma (1961)
- The Pretenders (1962)
- The Big Man (1965)
- The Interloper (1967)
- The Repeating Pattern (1967)
- The Bachelor Girls (1968)
- The Pleasure Seekers = The Charmed Circle (1970)
- The Crystal Villa (1970)
- Home to My Country (1971)
- A Right Grand Girl (1972)
- Soldiers and Lovers (1973)
- The Young Ones (1975)
- The Spanish Summer (1977)
- Mr. Rodríguez (1979)
- For Love Or Money (1984)
- Success Story (1984)

### Como Josephine Edgar

#### Novelas independientes
- My Sister Sophie (1964)
- The Dark Tower (1966)
- Time of Dreaming (1968)
- Dancer's Daughter (1969)
- The Devil's Innocents (1972)
- Stranger at the Gate (1973)
- The Lady of Wildersley (1975)
- Margaret Normanby (1982)
- Bright Young Things (1986)
- A Dark and Alien Rose (1991)

#### Saga Viola
1. Duchess (1976) (Duquesa)
2. Countess (1978)